# Kenny Jönsson
Per Anders Kenny Jönsson (ur. 6 października 1974 w Ängelholm) – szwedzki hokeista, reprezentant Szwecji, trzykrotny olimpijczyk. Trener hokejowy.
Jego brat Jörgen (ur. 1972) także był hokeistą.

## Kariera klubowa
- Rögle BK (1991-1994)
- St. John’s Maple Leafs (1994)
- Toronto Maple Leafs (1994-1996)
- New York Islanders (1996-2004)
- Rögle BK (2004-2009)

Wychowanek klubu Rögle BK. W drafcie NHL z 1993 został wybrany przez Toronto Maple Leafs i od 1994 przez dwa lata występował w tym klubie w lidze NHL, po czym od 1996 przez dziewięć lat grał w New York Islanders (w sezonie 1999-2000 był kapitanem drużyny). Łącznie w NHL wystąpił w 10 sezonach, rozegrał 705 meczów, w których uzyskał 271 punktów za 64 gole i 205 asyst.
W 2004 powrócił do Ängelholm i w barwach macierzystego zespołu w szwedzkich rozgrywkach Allsvenskan i Elitserien rozegrał 5 sezonów (od 2005 był kapitanem drużyny), po czym w czerwcu 2009 zakończył karierę zawodniczą (w kwietniu 2009 tak samo uczynił Jörgen).
Uczestniczył w turniejach zimowych igrzyskach olimpijskich 1994, 2002, 2006, mistrzostw świata w 1994, 1996, 2005, 2006, 2007, 2008, 2009 oraz Pucharu Świata 1996.
Bracia Kenny i Jörgen grali wspólnie w drużynie Rögle do 1994, następnie przez rok w Nowym Jorku w sezonie 1999/2000, a także w reprezentacji kraju.

## Kariera trenerska
Po zakończeniu kariery zawodniczej został trenerem. Od 2009 jest asystentem trenera w macierzystym klubie Rögle BK.

## Sukcesy

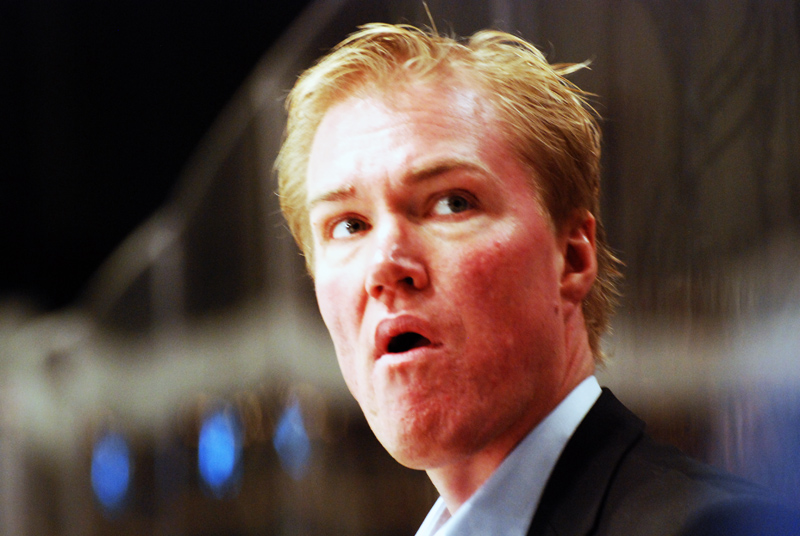
Kenny Jönsson jako trener (2012)

Reprezentacyjne
- Brązowy medal mistrzostw Europy juniorów do lat 18: 1992
- Srebrny medal mistrzostw świata juniorów do lat 20: 1993, 1994
- Złoty medal zimowych igrzysk olimpijskich: 1994
- Brązowy medal mistrzostw świata: 1994, 2009
- Brązowy medal Pucharu Świata: 1996
- Złoty medal zimowych igrzysk olimpijskich: 2006
- Złoty medal mistrzostw świata: 2006

Klubowe
- Złoty medal TV-Pucken: 1990 ze Småland
- Awans do Elitserien: 1992, 2008 z Rögle

Indywidualne
- Mistrzostwa świata juniorów do lat 20 w 1993:
  - Skład gwiazd turnieju
- Elitserien 1992/1993:
  - Najlepszy pierwszoroczniak sezonu Elitserien
- Elitserien 1993/1994:
  - Årets Junior - najlepszy szwedzki junior sezonu
- Mistrzostwa świata juniorów do lat 20 w 1994:
  - Skład gwiazd turnieju
  - Najlepszy obrońca turnieju
- NHL (1994/1995)
  - NHL All-Rookie Team
- NHL (1994/1995)
  - NHL All-Star Game (wybrany, lecz nie wystąpił z powodu kontuzji)
- Elitserien 2005/2006:
  - Guldpucken (Złoty Krążek) - nagroda dla najlepszego zawodnika sezonu
- Hokej na lodzie na Zimowych Igrzyskach Olimpijskich 2006:
  - Najlepszy obrońca turnieju
- Allsvenskan 2007/2008:
  - Pierwsze miejsce w klasyfikacji asystentów
  - Pierwsze miejsce w klasyfikacji kanadyjskiej
  - Rinkens riddare - nagroda dla najuczciwszego zawodnika
- Elitserien 2008/2009:
  - Skład gwiazd
- Mistrzostwa Świata w Hokeju na Lodzie 2009/Elita:
  - Pierwsze miejsce w klasyfikacji +/- turnieju: +13
  - Jeden trzech najlepszych zawodników reprezentacji
  - Skład gwiazd turnieju

Szkoleniowe
- Awans do Elitserien: 2012 z Rögle

Upamiętnienie
- Jego numer 19 został zastrzeżony przez klub Rögle BK dla zawodników drużyny

Wyróżnienie
- Galeria Sławy IIHF: 2024[3]